# Listă de sculptori croați
Aceasta este o listă de sculptori croați.

## A
- Grga Antunac
- Antun Augustinčić

## B
- Robert Baća
- Vojin Bakić
- Andrija Buvina

## D
- Ante Dabro
- Ivan Duknović
- Dušan Džamonja

## C
- Frane Cota

## Ć
- Ferdo Ćus

## F
- Robert Frangeš-Mihanović

## I
- Trpimir Ivancevic

## J
- Robert Jean-Ivanovic

## K
- Petar Kolaric
- Paul Kufrin
- Drago Kuharec
- Frano Kršinić

## L
- Alojzije Lozica

## M
- Ivan Meštrović

## O
- Izvor Oreb
- Nemon Oscar

## R
- Vanja Radauš
- Kosta Angeli Radovani
- Ivan Rendić
- Toma Rosandić
- Branko Ružić

## S
- Rudolf Svagl-Lesic

## T
- Josip Turkaly

## V
- Frane Vranjanin